# Ingalls Shipbuilding
Ingalls Shipbuildning är ett skeppsvarv beläget i Pascagoula, Jackson County i delstaten Mississippi, som huvudsakligen tillverkar örlogsfartyg för USA:s flotta och patrullfartyg för USA:s kustbevakning.
Ingalls Shipbuildning är den största tillverkningsindustrin i delstaten Mississippi och har på 2020-talet cirka 11 300 anställda. Från 2011 är Ingalls Shipbuilding en del av Huntington Ingalls Industries.

## Bakgrund
Varvet, som grundades 1938 av Robert Ingersoll Ingalls Sr (1882-1951), är beläget vid mynningen till Pascagoulafloden och har sedan grundandet varit en av delstatens största arbetsgivare. Varvet byggde ursprungligen handelsfartyg, som under andra världskriget med mindre förändringar kunde användas som trupptransportfartyg. 
På 1950-talet fick varvet sitt genombrott som kontinuerlig leverantör av örlogsfartyg efter att ett kontrakt på 12 atomubåtar hade erhållits. Företaget såldes 1961 till Litton Industries från Kalifornien och den nya ägaren utökade verksamheten 1968 med anläggning även på andra sidan floden. Mellan 1975 och 1980 hade varvet sin storhetstid och levererade då 60 procent av alla nybyggda örlogsfartyg till den amerikanska flottan. 1977 hade varvet som mest över 27 000 anställda. Sedan 1970-talet har varvet koncentrerat verksamheten på att bygga ytstridsfartyg, patrullfartyg och olika former av landstigningsfartyg.
I april 2001 köptes Litton Industries upp av Northrop Grumman, som redan ägde Newport News Shipbuilding i Hampton Roads, Virginia. 2011 avyttrade Northrop Grumman sina två skeppsvarv till ett nybildat börsnoterat företag, Huntington Ingalls Industries (HII).

## Produkter (urval)
- Amfibiefartyg i Wasp-klass (samtliga)
- Kryssare i Ticonderoga-klass (flera)
- Landstigningsfartyg i San Antonio-klass (flera)
- Jagare i Arleigh Burke-klass (flertalet)
- Kustbevakningsfartyg i Legend-klass (samtliga)